# Francisco de Santa Bárbara
Fray Francisco de Santa Bárbara (Olalla, 4 de marzo de 1731 - Valencia, 5 de enero de 1802) fue un arquitecto y matemático español. Religioso lego de la orden de San Jerónimo.

## Vida
Nació en Olalla, obispado de Tarazona, en Aragón, el día  4 de marzo de 1781, hijo de Juan Antonio Aldaz, maestro cirujano del reino de Navarra, y Gracia Pina, natural de Moyuela. Sus padres le dieron decente educación, pues estudió Filosofía en la Universidad de Zaragoza y Teología en el convento del carmen calzado de San Felipe de Játiva, donde tenía un tío religioso llamado fray José Alberto Pina, arquitecto acreditado en aquella tierra. Esto hubo de excitar al sobrino la inclinación a la arquitectura, a pesar de que el tío quería que siguiese el estado eclesiástico. Con él la estudió y lo mismo las matemáticas, con tanta aplicación que en poco tiempo consiguió buen nombre entre los profesores de Valencia.
No solamente imitó al tío en su facultad sino también en su profesión religiosa, pues tomó el hábito, y profesó en 1757 en el monasterio de San Miguel de los Reyes, en Valencia, que después le hizo arquitecto y director de las obras de aquella casa, en la que falleció el 5 de enero de 1802.

## Obra
Trazó y dirigió varias obras que le acreditaron. Entre sus obras menores están la capilla del Sagrario de la  iglesia de Rubielos de Mora; el azud del Campillo, cerca de Segorbe; la acequia del nuevo riego de Benimámet. Entre sus obras mayores están la remodelación de la iglesia de San Antón de Valencia, donde realizó diversas ampliaciones, y las parroquiales de Cheste y Burjasot. En sus obras, Santa Bárbara reúne los dictados de la Academia de San Carlos, que vigilaba celosamente las construcciones valencianas, en un estilo barroco, con aires más modernos inspirados en las matemáticas e influenciados por el clasicismo incipiente.
Yendo a Ávila a trazar una de consideración en el colegio de su orden, se detuvo algún tiempo en el Escorial con motivo de las tercianas, y para no estarse ocioso sacó la planta y alzado de aquel magnífico templo y del patio de los reyes.
Cuando no tenía fábricas que dirigir, se ocupaba en estudiar y escribir sobre asuntos de su profesión. Tradujo del francés los Secretos de la arquitectura y un Tratado de  geometría, que  comprende la montea y cortes de cantería, compuestos por Maturin Jousse de la Ville de la Fleche; un cuaderno de geometría de los cuatro problemas no resueltos; y un  tratado completo de gnomonia, cuyos   manuscritos en cuarto se conservan en su monasterio. 
Compuso un calendario perpetuo y escribió en un tomo en cuarto un compendio de reyes de Nápoles de la casa Aragón, desde el rey Martín hasta Fernando, duque de Calabria, fundador de aquel convento.